# Víctor Bravo Ahuja
Víctor Bravo Ahuja (San Juan Bautista Tuxtepec, Oaxaca; 20 de febrero de 1918 - Cuernavaca, Morelos; 2 de septiembre de 1990) fue un ingeniero y político mexicano que llegó a ocupar los cargos de gobernador de Oaxaca y secretario de Educación Pública.

## Biografía
Nacido en la ciudad de Tuxtepec, perteneciente al municipio mexicano de San Juan Bautista Tuxtepec en el estado de Oaxaca, fue hijo de Rodrigo Bravo y Carmen Ahuja, su hermano Rodrigo Bravo Ahuja fue diputado federal de 1967 a 1970. Hizo sus estudios de educación primaria y secundaria en el Instituto Español Alfonso XIII de Tacubaya. De 1934 a 1939 hizo estudios de ingeniería aeroespacial en la Escuela Superior de Ingeniería Mecánica Eléctrica (ESIME) del Instituto Politécnico Nacional. Se tituló el 28 de agosto de 1940 y se convirtió, así, en el primer ingeniero en aeronáutica formado en México. De 1941 a 1942 realizó estudios de física en la Facultad de Ciencias de la UNAM y, de 1943 a 1945, de posgrado en el Instituto Tecnológico de California (Caltech) y en la Universidad de Míchigan, en los Estados Unidos. Fue doctor en ciencias sociales por la Universidad de Caen, Francia.

## Carrera profesional
En Monterrey fue el primer Rector del Instituto Tecnológico y de Estudios Superiores de Monterrey y en 1950 fundó y fue el primer Director del Instituto de Investigaciones Industriales. Fue catedrático de la Escuela Superior de Ingeniería y Arquitectura, de la Escuela Militar de Mecánicos de Aviación y de la ESIME; de 1940 a 1960 fue jefe de la Oficina de Ingenieros de los Talleres Generales de Aeronáutica y responsable de la construcción de los aviones que se hicieron durante la Segunda Guerra Mundial, y de 1958 a 1968, Subsecretario de Enseñanzas Técnica y Superior de la Secretaría de Educación Pública.

## Carrera política

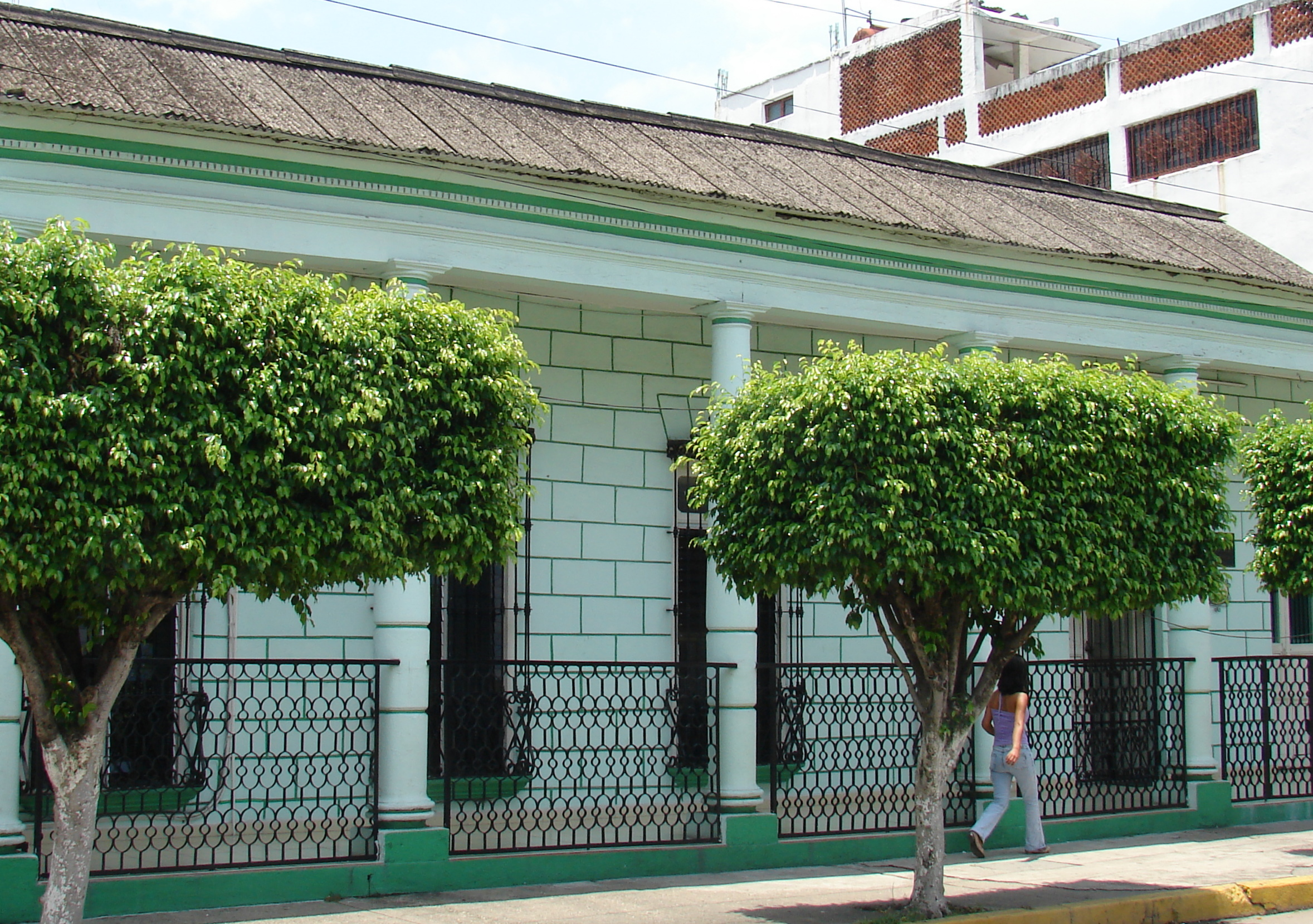
Casa donde naciera Víctor Bravo Ahuja el 20 de febrero de 1918, en el centro de Tuxtepec, Oaxaca.

Tomó posesión del gobierno del estado de Oaxaca el 1 de diciembre de 1968, cargo que ocupó solamente durante dos años. En tan corto lapso, Oaxaca avanzó en materia educativa, industrial y de servicios. Fue creado en Instituto Regional del Istmo en Juchitán, un Centro de Enseñanzas Tecnológicas en Salina Cruz y secundarias técnicas en todo el estado, se realizaron importantes ampliaciones en el Instituto Tecnológico Regional de Oaxaca. Consiguió del Congreso local la aprobación de la Ley de Desarrollo Económico, según la cual se autorizó el establecimiento de nuevas plantas; el gobierno se comprometó a prestar toda clase de ayuda, incluidos los incentivos fiscales, para que a iniciativa privada instalara factorías en el Valle, en la Mixteca, Tuxtepec, costa y en el istmo, a condición de que los industriales construyan casas y escuelas para los obreros. Se reformaron el Reglamento de Molinos de Nixtamal y la Ley Orgánica del Poder Judicial. Supervisó las obras de introducción de agua potable. La apertura de carreteras recibió un gran impulso. En la capital del estado se realizaron importantes obras de urbanización. El 1 de diciembre de 1970 dejó el gobierno del estado para ocupar la Secretaria de Educación Pública en el gobierno de Luis Echeverría Álvarez.
En este cargo fundó el Consejo Nacional de Ciencia y Tecnología (Conacyt) y ocupó el cargo de primer presidente del Consejo Directivo de dicho organismo. Impulsó también la creación de la Unidad Interdisciplinaria de Ingeniería y Ciencias Sociales y Administrativas (UPIICSA) en el Instituto Politécnico Nacional. Impulsó la creación del Colegio de Bachilleres y de la Universidad Autónoma Metropolitana. Hoy en día, la Biblioteca Nacional de Ciencia y Tecnología (BNCYT) del Instituto Politécnico Nacional lleva su nombre.

## Publicaciones
- Torsión de vigas integradas por células de pared delgada (1946)
- Aplicación del diagrama de momentos en el diseño de estribos de vigas de concreto armado (1952)
- Desarrollo de la educación técnica a 50 años de la Revolución (1960)
- Influencias del pensamiento francés en el desarrollo histórico de México (1964)
- Ideario político (1968)
- La problemática educativa de México en el marco internacional (1974)
- La UNAM no puede permanecer ajena a los requerimientos del México actual. Revista de la Universidad de Yucatán (1971)
- La reforma educativa reclama el espíritu de los maestros misioneros (1972)
- La obra educativa (1976)